# Orthidus
Orthidus is een monotypisch geslacht van kevers uit de familie van de kortschildkevers (Staphylinidae).

## Soort
- Orthidus cribratus Erichson, 1840